# 佐々木正義
佐々木 正義（ささき まさよし、1984年1月31日-）UNIVERSAL SIGMA SATELLITEに所属。
四季彼方（shiki-canata）のヴォーカルMASAとしてUsayと共に活動中。
身長181cm、血液型はA型、神奈川県出身。

## 出演経歴

### TV
- ひらめ筋GOLD（2005年10月～2006年3月　日本テレビ）
- CAとお呼びっ! 第2話（2006年7月12日　日本テレビ）

### CM
- 花王メンズビオレ『洗顔編』、『デオドラントスプレー編』（2006年）